# Nádvoří

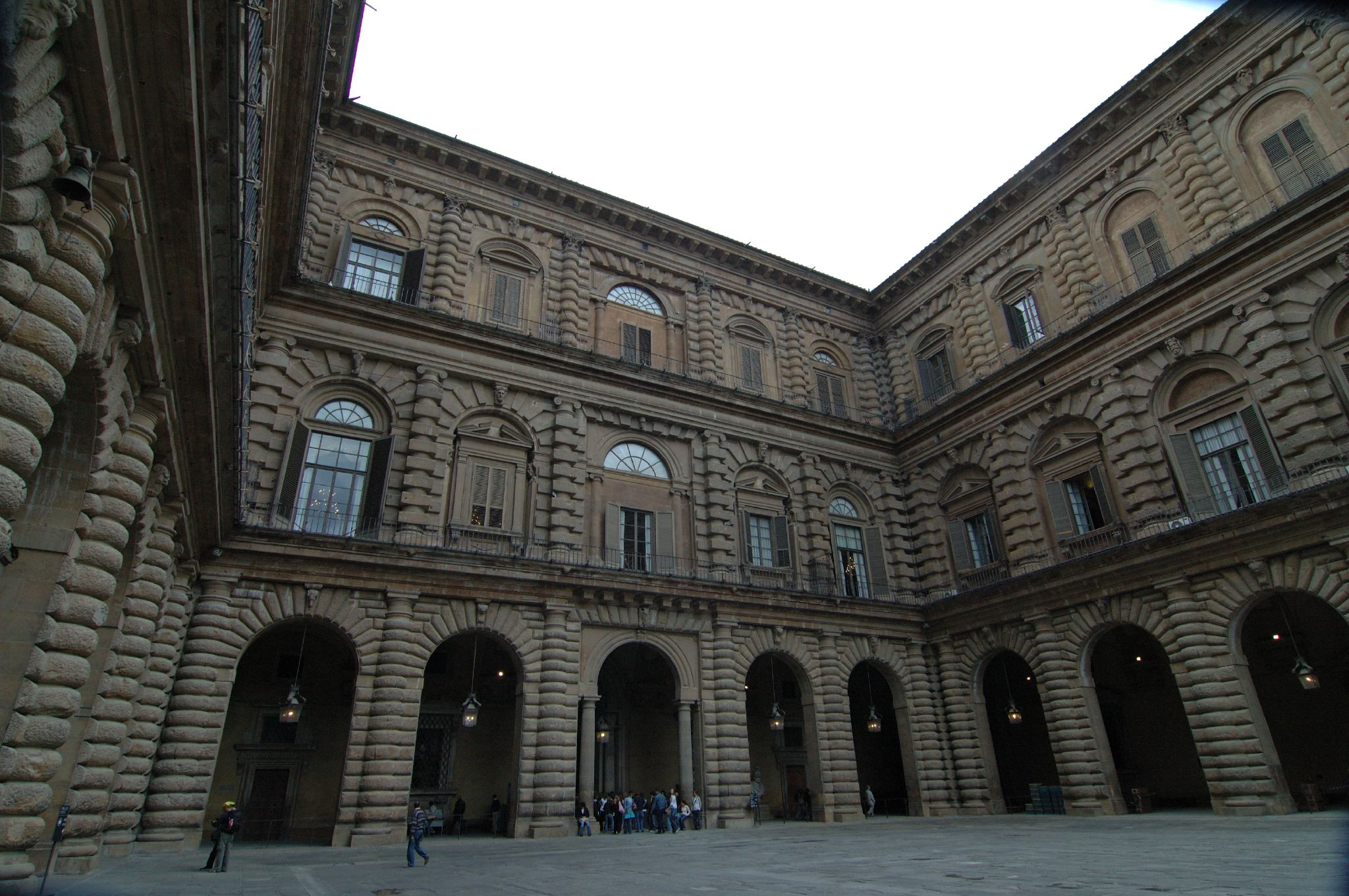
Nádvoří paláce Pitti ve Florencii

Nádvoří je nezastřešené volné prostranství náležející k budově nebo komplexu budov, které je obklopují.
S nádvořími se nejčastěji setkáváme u historických budov a paláců, u běžných obytných domů a hospodářských objektů označujeme vnitřní prostranství termínem dvůr, dvorek, vnitroblok apod.

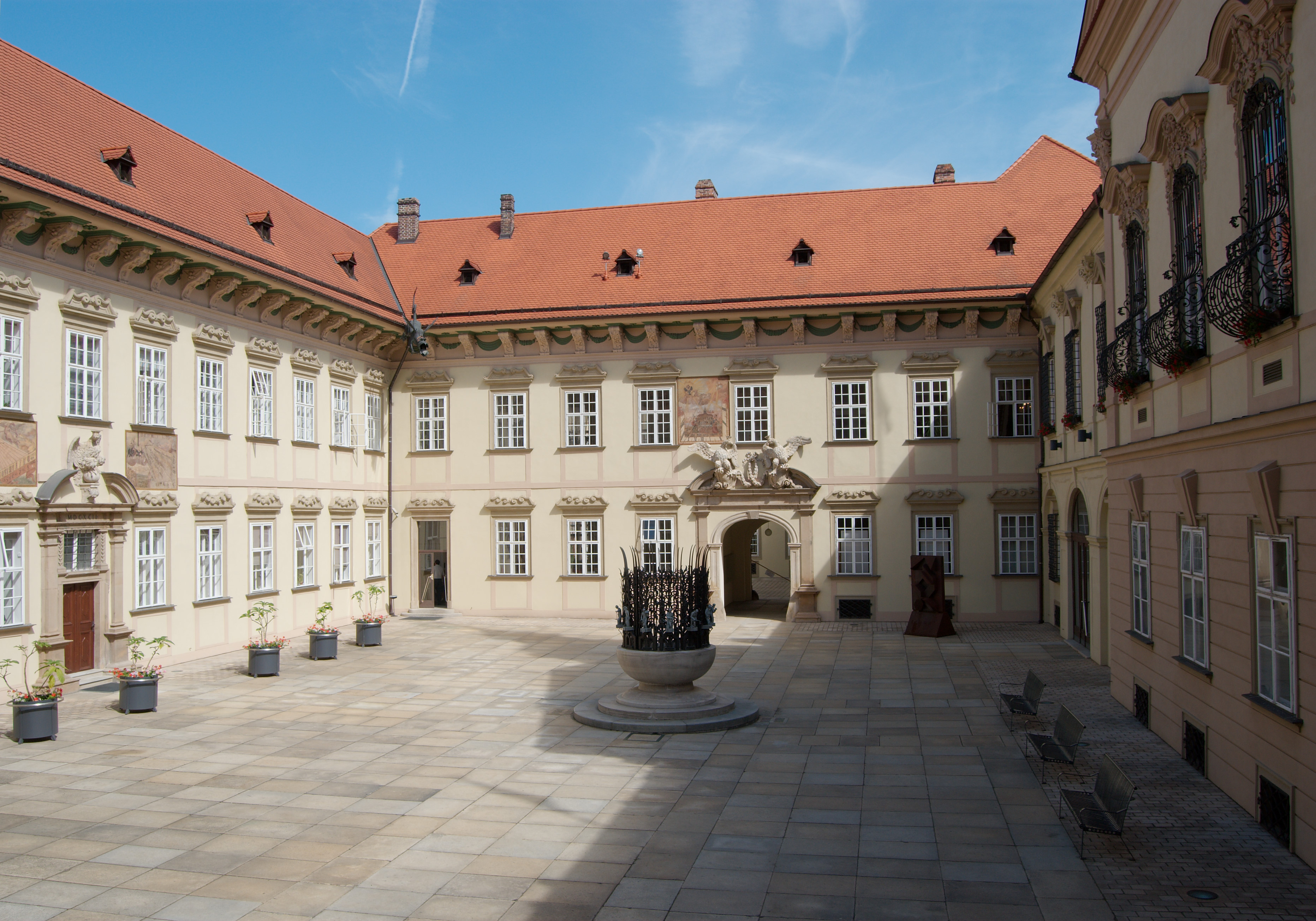
Nádvoří Nové radnice v Brně